# Mistrovství světa ve vodním slalomu 2005
Mistrovství světa ve vodním slalomu 2005 se uskutečnilo ve australském Penrithu pod záštitou Mezinárodní kanoistické federace. Jednalo se o 29. mistrovství světa ve vodním slalomu.

## Muži

### Kánoe
| Závod                                | Zlato                                                                                          | Body   | Stříbro                                                                                              | Body   | Bronz                                                                                              | Body   |
| C1                                   | Robin Bell (AUS)                                                                               | 209.26 | Tony Estanguet (FRA)                                                                                 | 209.47 | Michal Martikán (SVK)                                                                              | 210.64 |
| C1 družstvo                          | Francie Olivier Lalliet Pierre Labarelle Tony Estanguet                                        | 229.47 | Německo Nico Bettge Stefan Pfannmöller Jan Benzien                                                   | 229.90 | Česko Tomáš Indruch Jan Mašek Stanislav Ježek                                                      | 235.10 |
| C2                                   | Německo Christian Bahmann Michael Senft                                                        | 224.40 | Slovensko Milan Kubáň Marián Olejník                                                                 | 229.02 | Německo Marcus Becker Stefan Henze                                                                 | 230.49 |
| C2 družstvo (medaile se neudělovaly) | Německo Christian Bahmann a Michael Senft Kay Simon a Robby Simon Marcus Becker a Stefan Henze | 248.13 | Česko Jaroslav Pospíšil a Jaroslav Pollert Marek Jiras a Tomáš Máder Jaroslav Volf a Ondřej Štěpánek | 260.85 | Francie Remy Alonso a Victor Lamy Philippe Quémerais a Yann Le Pennec Cédric Forgit a Martin Braud | 963.28 |

### Kajak
| Závod       | Zlato                                                 | Body   | Stříbro                                                      | Body   | Bronz                                             | Body   |
| K1          | Fabian Dörfler (GER)                                  | 201.35 | Fabien Lefèvre (FRA)                                         | 204.09 | Peter Cibák (SVK)                                 | 207.25 |
| K1 družstvo | Francie Julien Billaut Fabien Lefèvre Benoît Peschier | 218.49 | Itálie Pierpaolo Ferrazzi Matteo Pontarollo Daniele Molmenti | 222.08 | Slovinsko Andrej Nolimal Dejan Kralj Peter Kauzer | 223.45 |

## Ženy

### Kajak
| Závod       | Zlato                                                      | Body   | Stříbro                                                                   | Body   | Bronz                                                                  | Body   |
| K1          | Elena Kaliská (SVK)                                        | 219.86 | Mandy Planertová (GER)                                                    | 222.69 | Peggy Dickensová (FRA)                                                 | 229.38 |
| K1 družstvo | Česko Irena Pavelková Marcela Sadilová Štěpánka Hilgertová | 254.37 | Spojené království Heather Corrieová Kimberley Walshová Laura Blakemanová | 260.57 | Rakousko Julia Schmidová Corinna Kuhnleová Violetta Oblinger-Petersová | 277.54 |

## Medailové pořadí zemí
| Pořadí | Země               | Zlato | Stříbro | Bronz | Celkem |
| ------ | ------------------ | ----- | ------- | ----- | ------ |
| 1      | Německo            | 2     | 2       | 1     | 5      |
| 1      | Francie            | 2     | 2       | 1     | 5      |
| 3      | Slovensko          | 1     | 1       | 2     | 4      |
| 4      | Česko              | 1     | 0       | 1     | 2      |
| 5      | Austrálie          | 1     | 0       | 0     | 1      |
| 6      | Itálie             | 0     | 1       | 0     | 1      |
| 6      | Spojené království | 0     | 1       | 0     | 1      |
| 8      | Rakousko           | 0     | 0       | 1     | 1      |
| 8      | Slovinsko          | 0     | 0       | 1     | 1      |
| Celkem | Celkem             | 7     | 7       | 7     | 21     |